# STS-61-C
STS-61-C (englisch Space Transportation System) ist eine Missionsbezeichnung für das US-amerikanische Space Shuttle Columbia (OV-102) der NASA. Der Start erfolgte am 12. Januar 1986. Es war die 24. Space-Shuttle-Mission und der siebte Flug der Raumfähre Columbia.

## Mannschaft

### Hauptmannschaft
- Robert Gibson (2. Raumflug), Kommandant
- Charles Bolden (1. Raumflug), Pilot
- Franklin Chang-Diaz (1. Raumflug), Missionsspezialist
- Steven Hawley (2. Raumflug), Missionsspezialist
- George Nelson (2. Raumflug), Missionsspezialist
- Robert Cenker (1. Raumflug), Nutzlastspezialist, RCA Electronics
- William „Bill“ Nelson (1. Raumflug), Nutzlastspezialist, Politiker

### Ersatz
- Gerard Magilton für Cenker

Damit umfasste die Besatzung dieses Fluges nicht nur zwei Personen mit gleichem Nachnamen, sondern auch gleich zwei spätere NASA-Administratoren, nämlich Charles Bolden (Administrator 2009 bis 2017) und Bill Nelson (Administrator ab 2021).

## Startvorbereitungen
Der ursprüngliche Starttermin vom 18. Dezember 1985 wurde mehrmals verschoben, zuerst um einen Tag, weil die Ladebucht der Columbia nicht geschlossen werden konnte. Beim Startversuch am 19. Dezember erzwang eine Fehlanzeige eines Sensors an der Startrampe den Startabbruch bei T-14 Sekunden. Ein nächster Versuch am 6. Januar wurde bei T-31 Sekunden abgebrochen, weil irrtümlich 1800 kg Flüssigsauerstoff aus dem externen Tank abgepumpt worden waren. Am 7. Januar meldeten zwei Notlandeplätze in Spanien und Senegal schlechte Wetterbedingungen, so dass der Countdown bei T-9 Minuten angehalten werden musste. Für den Startabbruch am 9. Januar war ein abgebrochener Flüssigsauerstoff-Sensor an der Startrampe verantwortlich, welcher ein Ventil im Haupttriebwerk des Shuttle zu blockieren drohte. Schließlich musste der für den 10. Januar angesetzte Starttermin wegen starken Regens in Cape Canaveral um weitere zwei Tage verschoben werden.

## Missionsüberblick
Die Mission STS-61-C hatte die Aufgabe, den Kommunikationssatelliten SATCOM KU-1 in seine Umlaufbahn zu bringen. Ein Programm zur Beobachtung des Kometen Halley konnte wegen Batterieproblemen der Kamera nicht wie vorgesehen durchgeführt werden. An Bord des Shuttle befanden sich zudem weitere Experimente, davon drei im Rahmen des Studentenprogramms SSIP der NASA.
Die Landung war ursprünglich auf dem Kennedy Space Center in Florida für den 17. Januar vorgesehen. Die Missionsleitung entschied sich angesichts der Verzögerungen beim Start für eine Verkürzung der Mission um einen Tag, damit sollte Zeit für die Unterhaltsarbeiten zwischen den Flügen gewonnen werden. Die Wetterlage in Florida ließ jedoch eine Landung weder am 16. Januar noch an den beiden folgenden Tagen zu. Schließlich landete die Raumfähre nach einer zusätzlichen Erdumrundung auf der Edwards Air Force Base in Kalifornien.
Die Columbia wurde am 22. und 23. Januar mittels eines der beiden Shuttle Carrier Aircrafts mit mehreren Zwischenlandungen zum Auftanken zum Kennedy Space Center zurücktransportiert.